# Næstved
Næstved es una ciudad del sur de Selandia, en Dinamarca, que cuenta con 41.857 habitantes en 2012. Næstved se encuentra dentro de los límites del municipio homónimo y la región administrativa de Selandia.
Es la principal ciudad del sur de Selandia tanto en población como en importancia económica, siendo la industria su actividad más destacada.

## Historia
Originalmente, en lo que hoy es la ciudad de Næstved, hubo dos asentamientos: Store Næstved y Lille Næstved (gran y pequeño Næstved, respectivamente), que posteriormente se unificaron. Su ubicación en el camino entre Vordingborg y Ringsted, así como el puerto natural en la desembocadura del Suså hicieron que el lugar se volviera comercial. En 1140 se menciona la plaza de Næstved como un sitio de comercio.
En el transcurso de la Edad Media Næstved fue una ciudad que comerciaba activamente, principalmente con las ciudades hanseáticas. De este modo, la ciudad tuvo gran relevancia dentro de Selandia al ser un importante enlace entre las ciudades de la isla y la costa norte alemana. En esta época, Næstved contó con cuatro monasterios, entre los que destacaba Skovkloster. Este monasterio benedictino tuvo numerosas y extensas propiedades dentro y fuera de la ciudad, por lo que ejerció una fuerte influencia económica y política sobre esta.
En el siglo XVI la ciudad se vio perjudicada por el declive de la Hansa. El puerto comenzó a experimentar problemas para albergar a barcos cada vez mayores. La vecina localidad de Karrebæksminde fue utilizada como zona de carga y descarga, y desde ahí las mercancías eran transportadas por barcazas a lo largo del río hasta Næstved. El puerto perdió su funcionalidad totalmente debido a un anegamiento de arena en el siglo XVII, y la ciudad experimentaría una severa crisis económica durante ese siglo y el siguiente.
A principios del siglo XIX los comerciantes de Næstved se interesaron en la recuperación del comercio marítimo. Un nuevo puerto se construyó entre 1807 y 1812, y al mismo tiempo se construyó un canal entre el lago Bavelse y Næstved. Estas obras de infraestructura fueron el detonante de un lucrativo comercio de cereales y sobre todo de madera de los bosques del interior de Selandia. A mediados del siglo XIX Næstved experimentó un crecimiento significativo, y con la inauguración del ferrocarril a Copenhague se establecieron varias industrias en la ciudad, entre las cuales destacaban empresas de papel y cerámica que aprovechaban la fuerza motriz del río. En la década de 1930 el puerto fue modernizado, impulsando la industria. Næstved se convirtió en la ciudad más importante del sur de Selandia, y su crecimiento demográfico continuó aceleradamente a lo largo del siglo XX. Además de la industria del papel, en el siglo XX se desarrolló también una importante industria de cárnicos.
En la década de 1970 Næstved quedó conectada a la red de autopistas danesas. En su crecimiento, el área urbana de Næstved terminó por engullir a poblados cercanos, al tiempo que se convertía en un centro económico regional no sólo para el sur de Selandia, sino también para las islas de Lolland y Falster. La industria sigue siendo importante en la economía de Næstved, si bien en las últimas décadas ha encontrado un contrapeso importante en el sector servicios.
Næstved adquirió mayor relevancia administrativa cuando su municipio fue ensanchado considerablemente durante la reforma municipal danesa de 2007.

## Ciudades hermanadas
Næstved está hermanada oficialmente con 5 ciudades europeas:
- Rauma, Finlandia
- Gävle, Suecia
- Gjøvik, Noruega
- Arvika, Suecia
- Sopot, Polonia
- Álftanes, Islandia